# Coua coureur
Coua cursor
Espèce
Statut de conservation UICN

 LC  : Préoccupation mineure
Le Coua coureur (Coua cursor) est une espèce d'oiseaux endémique de Madagascar, de la famille des Cuculidae.